# Nati nel 1963/Dicembre
| Questa pagina contiene informazioni ricavate automaticamente dalle voci biografiche con l'ausilio del template Bio e di un bot. L'aggiornamento è periodico e automatico e ricostruisce completamente la pagina. Se manca una persona in questa lista, sei pregato di non aggiungerla, ma accertati piuttosto che la sua voce biografica contenga il template Bio e che i dati anagrafici siano correttamente compilati. Se il template Bio manca, inseriscilo tu stesso o, in alternativa, metti l'avviso {{tmp\|Bio}} che ne segnala la mancanza. Se i dati riportati sono sbagliati, correggi direttamente la voce biografica; le modifiche saranno visibili in questa lista entro pochi giorni. Per chiarimenti vedi il progetto biografie. La lista contiene solo le 295 persone che sono citate nell'enciclopedia e per le quali è stato implementato correttamente il template Bio. Pagina aggiornata al 26 lug 2025. |

- 1º dicembre - Vito Bongiorno, artista e pittore italiano
- 1º dicembre - Jennifer Isler, ex velista statunitense
- 1º dicembre - Jiao Zhimin, ex tennistavolista cinese
- 1º dicembre - Nathalie Lambert, ex pattinatrice di short track canadese
- 1º dicembre - Fabrizio Mazzotta, doppiatore, direttore del doppiaggio e dialoghista italiano
- 1º dicembre - Paola Pace, attrice e regista italiana
- 1º dicembre - Mariana Percovich, drammaturga, scrittrice e regista teatrale uruguaiana
- 1º dicembre - Jochen Pietzsch, ex slittinista tedesco
- 1º dicembre - Dave Sullivan, ex wrestler e allenatore di football americano statunitense
- 1º dicembre - Alberto Tafuri, pianista e compositore italiano
- 1º dicembre - Billy Thompson, ex cestista statunitense
- 1º dicembre - Laurent Tillie, allenatore di pallavolo e ex pallavolista francese
- 2 dicembre - Éric Boyer, ex ciclista su strada e dirigente sportivo francese
- 2 dicembre - Brendan Coyle, attore britannico
- 2 dicembre - Wilbert Das, stilista olandese
- 2 dicembre - Sabrina Dornhoefer, ex mezzofondista statunitense
- 2 dicembre - Pascal Gastien, allenatore di calcio e ex calciatore francese
- 2 dicembre - Ann Patchett, scrittrice statunitense
- 2 dicembre - Francesco Pietrosanti, ex rugbista a 15 e dirigente sportivo italiano
- 2 dicembre - Akira Saitō, pilota motociclistico giapponese
- 2 dicembre - Roberto Tofi, direttore di coro e compositore italiano
- 3 dicembre - Alberto Cambiaghi, ex calciatore italiano
- 3 dicembre - Basilio Catanoso, politico italiano
- 3 dicembre - Fabrizio Gatta, giornalista, conduttore televisivo e presbitero italiano
- 3 dicembre - Mubarak Ghanim, ex calciatore emiratino
- 3 dicembre - Lorenzo Guadagnucci, giornalista italiano
- 3 dicembre - Steve Hegg, ex sciatore alpino, ex pistard e ciclista su strada statunitense
- 3 dicembre - Hajime Katoki, illustratore e disegnatore giapponese
- 3 dicembre - Joe Lally, bassista e cantautore statunitense
- 3 dicembre - Simona Marchesini, linguista e archeologa italiana
- 3 dicembre - Terri Schiavo, statunitense († 2005)
- 4 dicembre - Antōnīs Antrellīs, ex calciatore cipriota
- 4 dicembre - Karim Belkhadra, attore francese
- 4 dicembre - Sergej Bubka, politico, astista e dirigente sportivo ucraino
- 4 dicembre - Harri Eloranta, ex biatleta finlandese
- 4 dicembre - Federico Ghiotto, ex ciclista su strada italiano
- 4 dicembre - Nigel Heslop, ex rugbista a 15 britannico
- 4 dicembre - Javed Jaffrey, attore indiano
- 4 dicembre - Jurij Kaškarov, ex biatleta e sciatore di pattuglia militare sovietico
- 4 dicembre - Jesús Montoya, ex ciclista su strada spagnolo
- 4 dicembre - Jozef Sabovčík, ex pattinatore artistico su ghiaccio cecoslovacco
- 4 dicembre - Mike Snoei, allenatore di calcio e ex calciatore olandese
- 4 dicembre - Alessandro Volpi, storico e politico italiano
- 5 dicembre - Jason Branch, ex attore pornografico statunitense
- 5 dicembre - Doctor Dré, disc jockey e produttore discografico statunitense
- 5 dicembre - Eddie Edwards, ex saltatore con gli sci britannico
- 5 dicembre - Carrie Hamilton, attrice statunitense († 2002)
- 5 dicembre - Iskander Mahmudov, imprenditore uzbeko
- 6 dicembre - Macairog S. Alberto, generale filippino
- 6 dicembre - Debbie Armstrong, ex sciatrice alpina statunitense
- 6 dicembre - Antonella Clerici, conduttrice televisiva italiana
- 6 dicembre - Carolyn Darbyshire, giocatrice di curling canadese
- 6 dicembre - Emanuela Del Re, politica italiana
- 6 dicembre - Michele Fusco, vescovo cattolico italiano
- 6 dicembre - Jens Hultén, attore svedese
- 6 dicembre - Christian Lüscher, politico e avvocato svizzero
- 6 dicembre - Sergio Rivero Kuhn, calciatore boliviano († 2024)
- 6 dicembre - Ulrich Thomsen, attore danese
- 6 dicembre - Pavel Vrba, allenatore di calcio e ex calciatore ceco
- 6 dicembre - Antonio Zamberletti, fumettista e scrittore italiano
- 7 dicembre - Mark Bowen, allenatore di calcio e ex calciatore gallese
- 7 dicembre - Tracey Browning, ex cestista australiana
- 7 dicembre - Claudia Brücken, cantante e produttrice discografica tedesca
- 7 dicembre - Randall Einhorn, regista, produttore televisivo e direttore della fotografia statunitense
- 7 dicembre - Gianluca Ferrero, dirigente sportivo italiano
- 7 dicembre - Gabriele Kohlisch, ex slittinista e ex bobbista tedesca
- 7 dicembre - Corinne Maier, psicanalista, economista e scrittrice francese
- 7 dicembre - René Mangold, bobbista svizzero
- 7 dicembre - Alessandro Mostes, ex pallanuotista e allenatore di pallanuoto italiano
- 7 dicembre - Carsten Schloter, dirigente d'azienda tedesco († 2013)
- 7 dicembre - Theo Snelders, ex calciatore olandese
- 7 dicembre - Katsuya Terada, illustratore e fumettista giapponese
- 8 dicembre - Kat Bjelland, cantante statunitense
- 8 dicembre - Sandro Bottega, imprenditore, scrittore e dirigente d'azienda italiana
- 8 dicembre - Roberto Caon, politico italiano
- 8 dicembre - Greg Howe, chitarrista statunitense
- 8 dicembre - Toshiaki Kawada, ex wrestler giapponese
- 8 dicembre - Brian McClair, dirigente sportivo e ex calciatore scozzese
- 8 dicembre - Wendell Pierce, attore statunitense
- 8 dicembre - Éric Poulat, ex arbitro di calcio francese
- 9 dicembre - Paolo Garofalo, politico e saggista italiano
- 9 dicembre - Imperatrice Masako, imperatrice giapponese
- 9 dicembre - Marco Lucchesi, scrittore, traduttore e poeta brasiliano
- 9 dicembre - Bárbara Palacios, modella venezuelana
- 9 dicembre - Marco Salvati, autore televisivo italiano
- 9 dicembre - Peter Smith, ex calciatore e ex giocatore di calcio a 5 statunitense
- 9 dicembre - Barry Wilburn, ex giocatore di football americano statunitense
- 9 dicembre - Zurab Zhvania, politico georgiano († 2005)
- 10 dicembre - Dario Bressanini, chimico e divulgatore scientifico italiano
- 10 dicembre - Gianfranco Garia, militare italiano
- 10 dicembre - Jahangir Khan, giocatore di squash pakistano
- 10 dicembre - Michael Lofton, ex schermidore statunitense
- 10 dicembre - Bobby Mimms, allenatore di calcio e ex calciatore inglese
- 10 dicembre - Tim Pawsat, ex tennista statunitense
- 10 dicembre - Robin White, ex tennista statunitense
- 11 dicembre - Rosa Silvana Abate, politica italiana
- 11 dicembre - Mark Alarie, ex cestista statunitense
- 11 dicembre - Mario Been, allenatore di calcio e ex calciatore olandese
- 11 dicembre - Jon Brion, polistrumentista e compositore statunitense
- 11 dicembre - Guo Yijun, ex calciatore cinese
- 11 dicembre - Claudia Kohde Kilsch, ex tennista tedesca
- 11 dicembre - Kaori Moriwaka, attrice, musicista e cantante giapponese
- 11 dicembre - Stefania Passaro, ex cestista italiana
- 11 dicembre - Marco Patricelli, storico italiano
- 11 dicembre - Ken Tamplin, cantante e chitarrista statunitense
- 11 dicembre - Nigel Winterburn, ex calciatore inglese
- 11 dicembre - Małgorzata Wołujewicz, ex cestista polacca
- 12 dicembre - Miriam Blasco, ex judoka spagnola
- 12 dicembre - Carlos Enrique, ex calciatore argentino
- 12 dicembre - Carol Hamilton, cestista canadese († 2006)
- 12 dicembre - Lucien Kassi-Kouadio, calciatore ivoriano († 2024)
- 12 dicembre - Jason Knight, wrestler statunitense
- 12 dicembre - Ari Lemmke, informatico finlandese
- 12 dicembre - Antonio Marcegaglia, imprenditore italiano
- 12 dicembre - Giuseppe Marchese, mafioso e collaboratore di giustizia italiano
- 12 dicembre - Alfredo Mendoza, ex calciatore paraguaiano
- 12 dicembre - Ai Orikasa, attrice, doppiatrice e cantante giapponese
- 12 dicembre - Gipi, fumettista, illustratore e regista italiano
- 12 dicembre - Arve Seland, ex calciatore norvegese
- 12 dicembre - Tomoyuki Shimura, doppiatore giapponese
- 12 dicembre - Massimo Sulli, ex judoka italiano
- 12 dicembre - Juan Carlos Varela, politico panamense
- 13 dicembre - Philippe Collet, ex astista francese
- 13 dicembre - Uwe-Jens Mey, ex pattinatore di velocità su ghiaccio tedesco
- 13 dicembre - Uriol Núñez, ex giocatore di calcio a 5 uruguaiano
- 13 dicembre - Ferenc Salbert, ex astista francese
- 14 dicembre - William Bedford, ex cestista statunitense
- 14 dicembre - Andrea Cipressa, maestro di scherma e ex schermidore italiano
- 14 dicembre - Diana Gansky, ex discobola tedesca
- 14 dicembre - Cynthia Gibb, attrice statunitense
- 14 dicembre - Walter Gugele, ex sciatore alpino austriaco
- 14 dicembre - Jean-Michel Henry, ex schermidore francese
- 14 dicembre - Vicenç Pagès i Jordà, scrittore e critico letterario spagnolo († 2022)
- 14 dicembre - Alice Ripley, attrice teatrale e cantante statunitense
- 14 dicembre - Brad Underwood, allenatore di pallacanestro statunitense
- 15 dicembre - Eric Frattini, scrittore, giornalista e sceneggiatore peruviano
- 15 dicembre - Norman J. Grossfeld, produttore televisivo statunitense
- 15 dicembre - Shaun Harris, pilota motociclistico neozelandese
- 15 dicembre - Ol'ga Jakovleva, ex cestista sovietica
- 15 dicembre - Slobodan Janković, cestista jugoslavo († 2006)
- 15 dicembre - Daniel Jurgeleit, allenatore di calcio e ex calciatore tedesco
- 15 dicembre - Antony Kambani, calciatore e giocatore di calcio a 5 zimbabwese († 2021)
- 15 dicembre - Giovanna Martelli, politica italiana
- 15 dicembre - David McBride, giornalista australiano
- 15 dicembre - Lilija Nurutdinova, ex mezzofondista russa
- 15 dicembre - Helen Slater, attrice e cantautrice statunitense
- 15 dicembre - David Wingate, ex cestista statunitense
- 16 dicembre - Benjamin Bratt, attore statunitense
- 16 dicembre - John Eidelber Cano, criminale colombiano
- 16 dicembre - Viorica Dăncilă, politica romena
- 16 dicembre - Tim Green, ex giocatore di football americano statunitense
- 16 dicembre - James Mangold, regista, sceneggiatore e produttore televisivo statunitense
- 16 dicembre - Christoph Zerbst, ex canottiere austriaco
- 17 dicembre - Graham Dowd, ex rugbista a 15 neozelandese
- 17 dicembre - Giovanni Ivano Guerra, allenatore di calcio e ex calciatore italiano
- 17 dicembre - Jón Kalman Stefánsson, scrittore islandese
- 17 dicembre - Meherzia Labidi, politica, attivista e traduttrice tunisina († 2021)
- 17 dicembre - Marcella Lucidi, politica italiana
- 17 dicembre - Gian Luigi Macina, ex maratoneta e mezzofondista sammarinese
- 17 dicembre - Marshall Terrill, scrittore e giornalista statunitense
- 18 dicembre - Luca Azzano Cantarutti, politico italiano
- 18 dicembre - Dácio Campos, ex tennista brasiliano
- 18 dicembre - Greg D'Angelo, batterista statunitense
- 18 dicembre - Nino De Angelo, cantante e attore tedesco
- 18 dicembre - Isabelle Duchesnay, ex danzatrice su ghiaccio canadese
- 18 dicembre - Martin Fowler, informatico e ingegnere britannico
- 18 dicembre - Modestus Haas, ex calciatore liechtensteinese
- 18 dicembre - Rikiya Koyama, doppiatore e attore giapponese
- 18 dicembre - Francesco Maione, medico e politico italiano
- 18 dicembre - Lori McNeil, ex tennista statunitense
- 18 dicembre - Charles Oakley, allenatore di pallacanestro statunitense
- 18 dicembre - Andy Panigada, chitarrista e produttore discografico italiano
- 18 dicembre - Brad Pitt, attore e produttore cinematografico statunitense
- 18 dicembre - Cecilia Rouse, economista statunitense
- 19 dicembre - Jennifer Beals, attrice statunitense
- 19 dicembre - Toshiyuki Kubooka, animatore e regista giapponese
- 19 dicembre - Helmut Leder, psicologo tedesco
- 19 dicembre - Cristina Marcos, attrice e conduttrice televisiva spagnola
- 19 dicembre - Bettina Redlich, attrice austriaca
- 19 dicembre - Hans Reiser, programmatore statunitense
- 19 dicembre - Paul Rhys, attore gallese
- 19 dicembre - Til Schweiger, attore, regista e produttore cinematografico tedesco
- 20 dicembre - Zdenko Adamović, allenatore di calcio e ex calciatore croato
- 20 dicembre - Elena di Borbone-Spagna, principessa spagnola
- 20 dicembre - Jörg Buttgereit, regista cinematografico, regista teatrale e sceneggiatore tedesco
- 20 dicembre - Paolo Cananzi, autore televisivo e sceneggiatore italiano
- 20 dicembre - Pam Casale, ex tennista statunitense
- 20 dicembre - Roberto Crudeli, allenatore di hockey su pista e ex hockeista su pista italiano
- 20 dicembre - Pasquale Finicelli, modello, attore e cantante italiano
- 20 dicembre - Mats Gren, allenatore di calcio e ex calciatore svedese
- 20 dicembre - Joel Gretsch, attore statunitense
- 20 dicembre - Mauro Maria Marino, politico italiano
- 20 dicembre - Karen Moncrieff, regista e sceneggiatrice statunitense
- 20 dicembre - Frank Peterson, produttore discografico tedesco
- 20 dicembre - Iqbal Theba, attore pakistano
- 21 dicembre - Stepan Ciobanu, aviatore e militare ucraino († 2022)
- 21 dicembre - Antony de Ávila, ex calciatore colombiano
- 21 dicembre - Govinda, attore e politico indiano
- 21 dicembre - Manfred Perfler, ex sciatore alpino italiano
- 21 dicembre - Dmitrij Rogozin, politico e manager russo
- 21 dicembre - Jacques Simonet, politico belga († 2007)
- 21 dicembre - Andreas Voßkuhle, giurista tedesco
- 22 dicembre - Jean-Marc Adjovi-Boco, ex calciatore beninese
- 22 dicembre - Giuseppe Bergomi, ex calciatore italiano
- 22 dicembre - Işıl Dayoğlu, attrice turca
- 22 dicembre - Juan José Elgezabal, ex calciatore spagnolo
- 22 dicembre - Bryan Gunn, allenatore di calcio e ex calciatore scozzese
- 22 dicembre - Karin Keller-Sutter, politica svizzera
- 22 dicembre - Christophe Lavainne, ex ciclista su strada e ciclocrossista francese
- 22 dicembre - Barry Loudermilk, politico statunitense
- 22 dicembre - Simonetta Rubinato, politica italiana
- 23 dicembre - Snežana Božinović, ex cestista jugoslava
- 23 dicembre - Roberto Fornaciari, vescovo cattolico italiano
- 23 dicembre - Jim Harbaugh, ex giocatore di football americano e allenatore di football americano statunitense
- 23 dicembre - Jess Harnell, doppiatore e cantante statunitense
- 23 dicembre - Francesco Patton, presbitero italiano
- 23 dicembre - Randy Samuel, ex calciatore canadese
- 23 dicembre - Donna Tartt, scrittrice statunitense
- 24 dicembre - Matteo Adinolfi, politico italiano
- 24 dicembre - Naja Marie Aidt, scrittrice e poetessa danese
- 24 dicembre - Élisabeth Baume-Schneider, politica svizzera
- 24 dicembre - Humberto Gessinger, cantante, musicista e compositore brasiliano
- 24 dicembre - Timo Jutila, ex hockeista su ghiaccio finlandese
- 24 dicembre - Christopher Barry Morris, ex calciatore irlandese
- 24 dicembre - Tod Murphy, ex cestista e allenatore di pallacanestro statunitense
- 24 dicembre - Gavin O'Connor, regista, sceneggiatore e produttore cinematografico statunitense
- 24 dicembre - Mary Ramsey, cantante e violista statunitense
- 24 dicembre - Neil Turbin, cantante statunitense
- 25 dicembre - Jan Erik Aalbu, ex calciatore norvegese
- 25 dicembre - Fabio Bordonali, dirigente sportivo e ex ciclista su strada italiano
- 25 dicembre - Joop Gall, allenatore di calcio e ex calciatore olandese
- 25 dicembre - Helno, cantante francese († 1993)
- 25 dicembre - Ben Macintyre, scrittore, storico e giornalista britannico
- 25 dicembre - Fiolka Najdenowicz, cantante polacca
- 25 dicembre - Raju Srivastav, comico e attore indiano († 2022)
- 25 dicembre - Giacomo Zatti, ex cestista italiano
- 25 dicembre - Louis-Do de Lencquesaing, attore francese
- 26 dicembre - Ernst Knam, pasticciere e personaggio televisivo tedesco
- 26 dicembre - Tommy McIntyre, allenatore di calcio e ex calciatore scozzese
- 26 dicembre - Joan Plaza, allenatore di pallacanestro spagnolo
- 26 dicembre - Lars Ulrich, batterista danese
- 26 dicembre - Zoran Varvodić, ex calciatore croato
- 26 dicembre - Bill Wennington, ex cestista canadese
- 27 dicembre - Božidar Butigan, ex giocatore di calcio a 5 e ex calciatore croato
- 27 dicembre - Dana Chladek, ex canoista statunitense
- 27 dicembre - Bart Gunn, ex wrestler e ex artista marziale misto statunitense
- 27 dicembre - José Gregorio Gómez, ex calciatore venezuelano
- 27 dicembre - Gamal Mubarak, politico egiziano
- 27 dicembre - Gaspar Noé, regista, sceneggiatore e montatore argentino
- 27 dicembre - Glen Sobel, batterista statunitense
- 27 dicembre - Walter Sposaro, ex giocatore di calcio a 5 argentino
- 28 dicembre - Eugenio Bustingorri, ex calciatore spagnolo
- 28 dicembre - Ringo De Palma, batterista italiano († 1990)
- 28 dicembre - Scott Flansburg, statunitense
- 28 dicembre - Willie Irvine, allenatore di calcio e ex calciatore scozzese
- 28 dicembre - Andy Mutch, allenatore di calcio e ex calciatore inglese
- 28 dicembre - Agim Paja, ex ciclista su strada e ciclocrossista albanese
- 28 dicembre - Rui Naiwei, giocatrice di go cinese
- 28 dicembre - Béatrice Uria-Monzon, mezzosoprano francese († 2025)
- 29 dicembre - Andrea Aghini, pilota di rally italiano
- 29 dicembre - Guillaume Aretos, attore, doppiatore e scenografo francese
- 29 dicembre - Julian Bleach, attore britannico
- 29 dicembre - Rolf Furuly, ex calciatore norvegese
- 29 dicembre - Kim Moon-soo, ex giocatore di badminton sudcoreano
- 29 dicembre - Ulf Kristersson, politico svedese
- 29 dicembre - Pietro Leonardi, dirigente sportivo italiano
- 29 dicembre - Dave McKean, fumettista, illustratore e regista britannico
- 29 dicembre - Sean Payton, ex giocatore di football americano e allenatore di football americano statunitense
- 29 dicembre - Luis Carlos Perea, ex calciatore colombiano
- 29 dicembre - Graciano Rocchigiani, pugile tedesco († 2018)
- 29 dicembre - Liisa Savijarvi, ex sciatrice alpina canadese
- 29 dicembre - David William Valencia Antonio, vescovo cattolico filippino
- 30 dicembre - Chandler Burr, scrittore e giornalista statunitense
- 30 dicembre - Colin Greenall, ex calciatore inglese
- 30 dicembre - Kim Hill, cantante statunitense
- 30 dicembre - Karen S. Lynch, imprenditrice e dirigente d'azienda statunitense
- 30 dicembre - Mike Pompeo, politico, imprenditore e ex militare statunitense
- 30 dicembre - Johnny Rogers, ex cestista statunitense
- 30 dicembre - John van 't Schip, allenatore di calcio e ex calciatore olandese
- 30 dicembre - Vitalij Skomarovs'kyj, vescovo cattolico ucraino
- 30 dicembre - Milan Šrejber, ex tennista cecoslovacco
- 30 dicembre - Dale Tempest, ex calciatore inglese
- 30 dicembre - Frank Torruellas, ex cestista portoricano
- 31 dicembre - Ahmed Al-Maktoum, ex tiratore a volo emiratino
- 31 dicembre - Aleš Bažant, ex calciatore ceco
- 31 dicembre - Pnina Brailowsky, ex cestista israeliana
- 31 dicembre - Alberto Brandi, giornalista e conduttore televisivo italiano
- 31 dicembre - Lalita Yauhleuskaya, tiratrice a segno bielorussa
- 31 dicembre - Stephen Elop, dirigente d'azienda canadese
- 31 dicembre - Christian Gaidet, ex sciatore alpino francese
- 31 dicembre - Stefania Orsola Garello, attrice e regista italiana
- 31 dicembre - Scott Ian, chitarrista statunitense
- 31 dicembre - Bronwyn Marshall, ex cestista australiana
- 31 dicembre - Sylwester Przychodzień, ex giocatore di calcio a 5 polacco
- 31 dicembre - Jorge Talavera, ex calciatore peruviano